# Myotis leibii
Myotis leibii — вид роду Нічниця (Myotis).

## Поширення, поведінка
Він може бути знайдений в штатах Онтаріо і Квебек у Канаді та на сході США. Цей вид найбільш часто виявляються під час зимової сплячки. Зустрічається в районах від 240 до 1125 метрів, воліючи листяні і хвойні ліси.